# Matadepera
Matadepera è un comune spagnolo di 8 616 abitanti situato nella comunità autonoma della Catalogna.